# CONCACAF Champions' Cup 1970
La CONCACAF Champions' Cup 1970 è stata la 6ª edizione della massima competizione calcistica per club centronordamericana, la CONCACAF Champions' Cup.

## Nord America

### Primo turno
| Squadra 1           | Totale | Squadra 2 | Andata | Ritorno |
| ------------------- | ------ | --------- | ------ | ------- |
| N.Y. Greek American | 0-6    | Cruz Azul | 0-1    | 0-5     |

## Centro America

### Primo turno

#### Gruppo A
| Squadra           | Pti | G | V | N | P | GF | GS | DR  |
| ----------------- | --- | - | - | - | - | -- | -- | --- |
| 1. Olimpia        | 8   | 4 | 4 | 0 | 0 | 15 | 2  | +17 |
| 2. Atlético Marte | 4   | 4 | 2 | 1 | 2 | 10 | 5  | +1  |
| 3. Diriangén      | 0   | 4 | 0 | 0 | 4 | 1  | 19 | -18 |

| Atlético Marte | 5-0 | Diriangén      |
| Diriangén      | 1-3 | Atlético Marte |
| Atlético Marte | 1-5 | CD Olimpia     |
| CD Olimpia     | 3-1 | Atlético Marte |
| CD Olimpia     | 9-0 | Diriangén      |
| Diriangén      | 0-2 | CD Olimpia     |

#### Gruppo B
| Squadra 1 | Totale | Squadra 2     | Andata | Ritorno |
| --------- | ------ | ------------- | ------ | ------- |
| Olimpia   | 3-2    | CSD Municipal | 3-2    | 0-0     |

### Secondo Turno
| Squadra 1 | Risultato | Squadra 2 |
| --------- | --------- | --------- |
| Saprissa  | 5-1       | Olimpia   |

## Caraibi

### Primo turno
| Squadra 1  | Totale | Squadra 2  | Andata | Ritorno |
| ---------- | ------ | ---------- | ------ | ------- |
| RC Haïtien |        | SUBT       |        |         |
| Transvaal  | 4-1    | Maple Club | 2-0    | 2-1     |

- secondo  RCH superò questo turno

### Secondo turno
| Squadra 1 | Totale | Squadra 2 | Andata | Ritorno |
| --------- | ------ | --------- | ------ | ------- |
| Santos    | 1-5    | Transvaal | 0-2    | 1-3     |

- - sconosciuti i risultati dei successivi turni; Transvaal campione dei Caraibi.

## CONCACAF
I Saprissa ed il Transvaal si ritirarono ed il Cruz Azul venne dichiarato campione CONCACAF.